# João Mawete
João Batista Mawete (Luanda, 25 gennaio 1981) è un ex calciatore angolano, di ruolo centrocampista.

## Carriera
Ha giocato nella massima serie dei campionati portoghese e maltese.